# Grießkopf
Der Grießkopf ist ein 2581 m ü. A. hoher Aussichtsberg in den Lechtaler Alpen im österreichischen Bundesland Tirol.

## Besteigung
Als Ausgangspunkt für eine Besteigung des Grießkopf dient gewöhnlich das Kaiserjochhaus auf 2310 m. Von dort führt ein markierter Steig über Schutt zum Gipfel des Grießkopf. Der Aufstieg dauert von der Hütte aus etwa 45 Minuten.